# WURFL
WURFL sta per Wireless Universal Resource FiLe.  Si tratta di un progetto Open Source che mira a risolvere il problema di come presentare contenuti per dispositivi mobili ad una gamma più ampia possibile di terminali con il minimo sforzo per gli sviluppatori.  Il nome WURFL si riferisce anche al file XML stesso che contiene le informazioni sulle caratteristiche di una gamma molto ampia di dispositivi. 
L'informazione è fornita dagli sviluppatori che utilizzano WURFL in diverse aree geografiche. Gli aggiornamenti sono frequenti e riflettono, spesso in tempi brevissimi, l'arrivo sul mercato di nuovi terminali e dispositivi.
Il progetto è stato fondato ed è gestito dall'italiano Luca Passani.

## WALL, Wireless Abstraction Library
WALL (Wireless Abstraction Library by Luca Passani) e una tag library JSP che permette di creare pagine simili all'HTML classico, pur fornendo contenuti in WML, C-HTML e XHTML Mobile Profile ai terminali da cui è partita la request HTTP, basandosi sulle caratteristiche (capabilities) del terminale stesso. Le caratteristiche del terminale sono lette in tempo reale grazie alla API WURFL. Esiste un port di WALL al PHP chiamato WALL4PHP.

## Implementazioni della API WURFL
WURFL è supportato per le seguenti piattaforme:
- Java (via WURFL API)
- PHP (via PHP, Tera-WURFL e WALL per PHP)
- .NET Framework
- Perl
- C
- C++
- Python (via WURFL API)
- Scala
- Node.js
- Ruby (linguaggio di programmazione) (via